# 羅傑斯鎮區 (阿肯色州錫巴斯琴縣)
羅傑斯鎮區（英語：Rogers Township）是位於美國阿肯色州錫巴斯琴縣的一個行政鎮區。

## 地方資料
羅傑斯鎮區的面積為15.19平方千米，當中陸地面積為15.01平方千米，而水域面積為0.18平方千米。根據2010年美國人口普查的數據，當地共有人口946人，而人口密度為每平方千米62.28人。